# Птеридологія

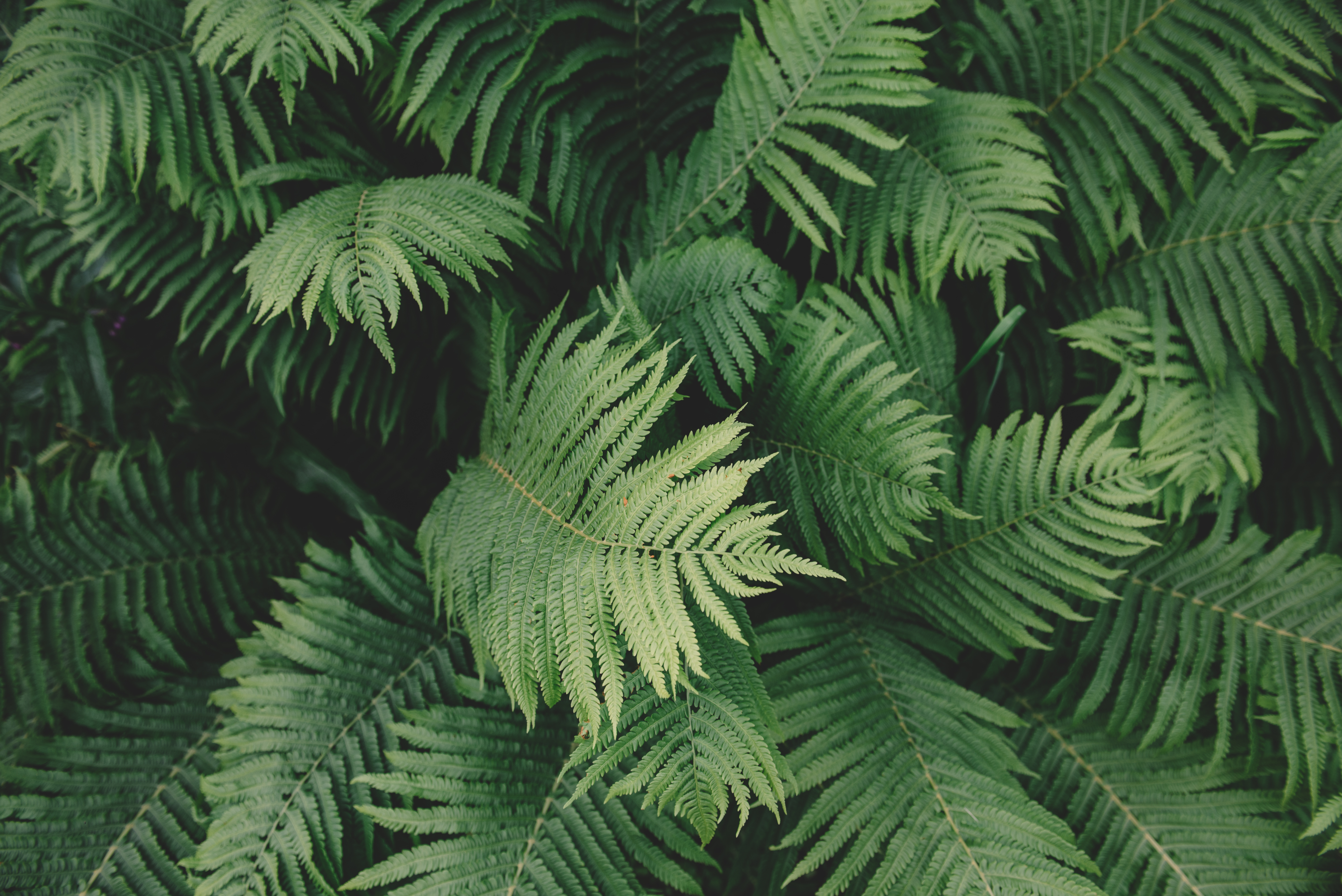

Птеридоло́гія (від грец. φτέρη — «папороть» і λόγος — «слово»; «наука») — розділ ботаніки, що вивчає птеридофлору (папоротеподібні, плауновидні, хвощеподібні). До цієї групи входить 14 000 видів рослин.

## Історія
У 1583 році італійський ботанік Андреа Чезальпіно (італ. Andrea Cesalpino, лат. Andreas Caesalpinus) запропонував класифікацію рослин по їх репродуктивним ознакам. Рослини, у яких відсутні квіти та насіння, він відніс до особливого роду «genus quod nullum semen molitur». Сюди входили морські водорості, гриби, мохи, хвощі, плауни та папороті. Карл Лінней в класі криптогамних рослин виділив дві групи. До однієї групи (Filicis) входили папороті та хвощі, до другої (Musci) мохи та плауни. Перша класифікація папоротей була опублікована Джеймсом Едвардом Смітом у 1793 році.

## Об'єкт птеридології
Причиною виокремлення птеридології з ботаніки є еволюційна особливість папоротей, що привело до специфічної біології та екології цих рослин. Птеридологічні дослідження охоплюють широкий спектр областей та включають систематику цієї групи рослин, морфологію й анатомію, репродуктивну біологію, фітохімію, захист біорізноманіття та етноботанічні аспекти. Дослідження зосереджені переважно в районах з великим різноманіттям флори папоротей, тобто в тропіках.